# Оже-рекомбінація
Оже-рекомбінація - механізм рекомбінації в напівпровідниках, за якого звільнена енергія передається іншому електронному збудженню.
За рекомбінації електрона провідності й дірки електрон переходить із зони провідності у валентну зону. За цього він втрачає енергію, яка приблизно дорівнює ширині забороненої зони. Ця енергія повинна передатися якій-небудь іншій частинці або квазічастинці: фотону, фонону або іншому електрону. Останній із перелічених процесів називається оже-рекомбінацією за аналогією із ефектом Оже. Електрон, що отримує виділену енергію переходить на високозбуджений рівень в зоні провідності. Цей високозбуджений стан потім релаксує, поступово віддаючи енергію коливанням кристалічної ґратки.
Оже-рекомбінація суттєва за високої густині носіїв заряду в напівпровіднику, оскільки вимагає зіткнення трьох квазічастинок. Одночасна висока концентрація електронів провідності й дірок можлива за інтенсивного збудження напівпровідника світлом.

## Оже-рекомбінація екситонів
Оже-рекомбінація екситонів відбувається за зіткнення двох екситонів. В цьому процесі обидва екситони зникають, а натомість виникає інший стан із високою енергією, який згодом може релаксувати до екситонного. Ймовірність процесу оже-рекомбінації пропорційна квадрату густини екситонів:
{\displaystyle R_{auger}=\gamma n^{2}},
де: n — концентрація екситонів, {\displaystyle \gamma } — коефіцієнт рекомбінації, який визначається рухливістю екситонів та радіусом їхньої взаємодії.
Оже-рекомбінація зменшує квантовий вихід збудженого кристалу.